# کاترین اسپاک
کاترین اسپاک (فرانسوی: Catherine Spaak‎؛ زادهٔ ۳ آوریل ۱۹۴۵ – ۱۷ آوریل ۲۰۲۲) بازیگر و خواننده فرانسوی-ایتالیایی بود.
از فیلم‌ها یا برنامه‌های تلویزیونی که وی در آنها نقش داشت می‌توان به خاطرات یک اپراتور تلفن، برده نازنینم، خیانت به سبک ایتالیایی، لیبرتین، حفره، عاشقان یکشنبه، هتل و دایره عشق اشاره کرد.